# 1906 en Grèce
Chronologie de la Grèce
- 1902
- 1903
- 1904
- 1905
- 1906
- 1907
- 1908
- 1909
- 1910

Cette page concerne les évènements survenus en 1906 en Grèce  :

## Évènements
- 26 mars : Élections législatives

## Création
- Groupe japonais (en)
- École française Mlf de Thessalonique

## Sport
- 22 avril-2 mai : Organisation des Jeux olympiques intercalaires.
- Championnat Panhellénique 1905-1906 (en) (football)
- Championnat Panhellénique 1906-1907 (en)
- Création du club de football : F.C. Goudi d'Athènes (en).

## Naissance
- Marina de Grèce, princesse de Grèce et de Danemark.
- Théodora de Grèce, princesse de Grèce et de Danemark.
- Níkos Chatzikyriákos-Ghíkas, peintre, sculpteur, graveur, illustrateur et essayiste.
- Sólon Kydoniátis (el), architecte.
- Constantin Papachristopoulos, peintre et sculpteur.
- Níkos Pappás (el), poète et historien.
- Vasílis Spyrópoulos (el), écrivain.
- Ángelos Tsoukalás, juriste et personnalité politique.

## Décès
- Pipina Bonasera, actrice du théâtre grec, d'origine italienne.
- Ioánnis Karakatsánis (el), sculpteur.
- Athanásios Xatzipantazís (el), militaire.